# Wyższa Szkoła Oficerska Wojsk Obrony Przeciwlotniczej
Wyższa Szkoła Oficerska Wojsk Obrony Przeciwlotniczej im. por. Mieczysława Kalinowskiego (WSOWOPL) – uczelnia wojskowa Sił Zbrojnych PRL i III RP.

## Formowanie
Wyższa Szkoła Oficerska Wojsk Obrony Przeciwlotniczej została utworzona we wrześniu 1967 roku w miejsce Oficerskiej Szkoły Wojsk Obrony Przeciwlotniczej im. por. Mieczysława Kalinowskiego. Szkoła wywodziła się z utworzonej w sierpniu 1948 roku Oficerskiej Szkoły Artylerii Przeciwlotniczej w Koszalinie, która powstała na bazie 5 baterii artylerii przeciwlotniczej wydzielonej z Oficerskiej Szkoły Artylerii w Toruniu. We wrześniu 1963 r. szkołę przemianowano na Oficerską Szkołę Wojsk Obrony Przeciwlotniczej.
W 1967 roku szkoła została przekształcona w Wyższą Szkołę Oficerską Wojsk Obrony Przeciwlotniczej.
W 1970 roku w szkole podjęto kształcenie oficerów politycznych, którzy kończyli studia licencjackie w zakresie nauk społeczno-politycznych. W 1973 r. utworzono w niej Szkołę Oficerów Rezerwy (SOR), w której prowadzono szkolenie podchorążych rezerwy – absolwentów wyższych uczelni cywilnych. W 1983 roku SOR przemianowano na Szkołę Podchorążych Rezerwy (SPR).
W 1992 roku szkoła otrzymała imię Romualda Traugutta. W 1994 roku szkoła została rozwiązana, w jej miejsce powstało Centrum Szkolenia Wojsk Obrony Przeciwlotniczej im. Romualda Traugutta, w którym szkolono kadrę podoficerską. Kształcenie oficerów wojsk obrony przeciwlotniczej przejęła Wojskowa Akademia Techniczna im. Jarosława Dąbrowskiego w Warszawie.

## Proces kształcenia
Podstawowym zadaniem uczelni było przygotowywanie oficerów - dowódców pododdziałów wojsk obrony przeciwlotniczej na poziomie studiów inżynierskich. Podchorążowie kończyli kurs samochodowy i uzyskiwali prawo jazdy kategorii B. Czas trwania nauki wynosił 4 lata. Absolwenci otrzymywali tytuł zawodowy inżyniera w jednej z czterech specjalności:
- dowódcy pododdziałów taktycznych środków OPL,
- dowódcy wyrzutni przeciwlotniczych KUB,
- dowódcy wyrzutni przeciwlotniczych OSA
- dowódcy pododdziałów wojsk OPK.

## Komendanci
OSAPlot
- płk Stanisław Paszkiewicz (1948–1950)
- płk Michał Pietuszkow (1950–1951)
- płk Mikołaj Telegin (1951–1954)
- ppłk Edmund Soja (1954–1957)
- ppłk Jan Ziółkowski (1957–1958)
- płk Edmund Soja (1958–1963)

WSOWOPlot
- płk Jan Szamotulski (1963–1968)
- płk Stanisław Rozwadowski (1968–1971)
- płk Stanisław Śliwa (1971–1973)
- gen. bryg. Witold Niedek (1973–1991)
- płk Stanisław Czepielik (1991–1996)